# Jolijn van Valkengoed
Jolijn Femke van Valkengoed (ur. 26 sierpnia 1981 w Lelystad) – holenderska pływaczka, specjalizująca się głównie w stylu klasycznym.
Brązowa medalistka mistrzostw Europy z Eindhoven w sztafecie 4 x 100 m stylem zmiennym.
Uczestniczka Igrzysk Olimpijskich z Pekinu (35. miejsce na 100 m stylem klasycznym i 10. miejsce w sztafecie 4 x 100 m stylem zmiennym).
Jej brat Thijs jest również pływakiem.